# Fledermausquartier Bunker Dornberg
Fledermausquartier Bunker Dornberg este o arie protejată (arie specială de conservare — SAC, sit de importanță comunitară — SCI) din Germania întinsă pe o suprafață de 0,15 ha, integral pe uscat.

## Localizare
Centrul sitului Fledermausquartier Bunker Dornberg este situat la coordonatele 52°19′58″N 11°42′06″E / 52.3328°N 11.7017°E.

## Înființare
Situl Fledermausquartier Bunker Dornberg a fost declarat sit de importanță comunitară în martie 2004 pentru a proteja 2 specii de animale. Situl a fost protejat și ca arie specială de conservare în iulie 2018.

## Biodiversitate
Situată în ecoregiunea continentală, aria protejată nu include niciun habitat protejat.
La baza desemnării sitului se află mai multe specii protejate de  mamifere (2): liliac cârn (Barbastella barbastellus), liliac comun (Myotis myotis)
Pe lângă speciile protejate, pe teritoriul sitului au mai fost identificate 2 specii de mamifere.